# Leskovec, Novo mesto
Leskovec je naselje v Občini Novo mesto. 

## Znane osebnosti
- Neža Ema Mikec (1877-1967), vezilja